# 8 (album Róż Europy)
8 – ósmy album zespołu Róże Europy wydany 8 marca 2007 roku nakładem wydawnictwa Box Music.

## Lista utworów
źródło:.
1. „Tani przelot (mojej generacji)” – 3:45
2. „Słoik (pełen tlenu)” – 3:54
3. „Sekret (który tkwi w nas)” – 3:19
4. „Bobry w sieci” – 3:50
5. „Wszystko się zmienia” – 3:29
6. „Rozliczenie (za to, co zrobił każdy z nas)” – 3:14)
7. „Brzuch (mój przyjaciel)” – 3:22
8. „Kosmetyki” – 3:11
9. „Turystka” – 4:08
10. „Teraz, tu, wszędzie” – 3:03
11. „Knajping” – 3:25
12. „Różaniec (miniaturowy przewodnik)” – 3:44
13. „Drużyna (z mojego miasta)” – 2:52
14. „Mapa (jej ciała)” – 4:28

## Muzycy
źródło:.
- Piotr Klatt – śpiew
- Krzysztof Krajewski – gitara
- Sławomir Buchelt – gitara
- Sebastian Miłkowski – gitara basowa
- Sławomir Kazulak – perkusja

gościnnie
- Michał Grymuza – gitara
- Wojciech Olszak – instrumenty klawiszowe